# Потенциал Юлинга

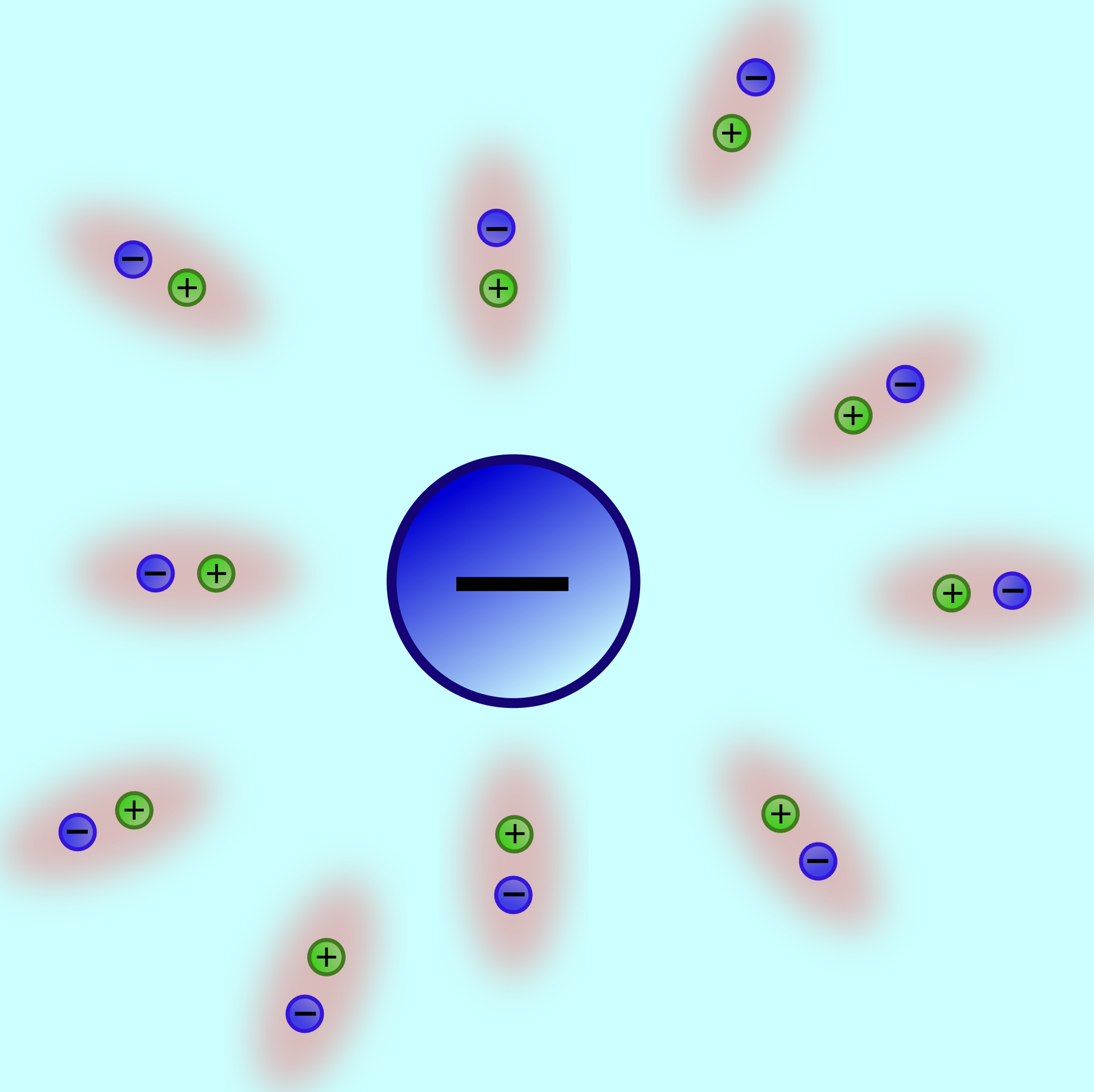
Вакуум (светло-синий) действует как поляризуемая среда (состоящая из виртуальных пар частица-античастица), которая немного изменяет электрический потенциал электрона (изображён в середине со знаком минус).

Потенциал Юлинга в квантовой электродинамике описывает потенциал взаимодействия между двумя электрическими зарядами, который, помимо классического кулоновского потенциала, содержит дополнительный член, отвечающий за электрическую поляризацию вакуума. Этот потенциал был предсказан Эдвином Альбрехтом Юлингом в 1935 году.
Поправки Юлинга во взаимодействие зарядов в вакууме учитывают, что электромагнитное поле точечного заряда не действует на расстоянии мгновенно, а представляет собой взаимодействие, происходящее посредством переносчиков взаимодействий — фотонов. В квантовой теории поля из-за принципа неопределённости между энергией и временем один фотон может на короткое время сформировать виртуальную пару частица-античастица, которая влияет на точечный заряд. Этот эффект называется поляризацией вакуума, потому что он делает вакуум похожим на поляризуемую среду. Безусловно, доминирующий вклад вносит самая лёгкая заряженная элементарная частица — электрон (из-за малости массы вероятность её создания и длительность существования максимальны). Поправки Юлинга в повседневной практике незначительны, но позволяют с высокой точностью рассчитывать спектральные линии водородоподобных атомов.

## Определение
Потенциал Юлинга определяется выражением
{\displaystyle V(r)={\frac {-e^{2}}{4\pi r}}\left(1+{\frac {e^{2}}{6\pi ^{2}}}\int _{1}^{\infty }dx\,e^{-2rm_{\text{e}}x}{\frac {2x^{2}+1}{2x^{4}}}{\sqrt {x^{2}-1}}\right)\,,}
откуда видно, что этот потенциал представляет собой поправку к классическому кулоновскому потенциалу. Здесь {\displaystyle m_{\text{e}}} — масса электрона и {\displaystyle e} — его заряд, измеренный на больших расстояниях.
Если {\displaystyle r\gg 1/m}, этот потенциал упрощается до
{\displaystyle V(r)\approx {\frac {-e^{2}}{4\pi r}}\left(1+{\frac {e^{2}}{16\pi ^{3/2}}}{\frac {1}{(m_{\text{e}}r)^{3/2}}}e^{-2m_{\text{e}}r}\right)\,,}
в то время как для другого предельного случая {\displaystyle r\ll 1/m} получается
{\displaystyle V(r)\approx {\frac {-e^{2}}{4\pi r}}\left(1+{\frac {e^{2}}{6\pi ^{2}}}\left(\log {\frac {1}{m_{\text{e}}r}}-\gamma -{\frac {5}{6}}\right)\right)\,,}
где {\displaystyle \gamma } — постоянная Эйлера — Маскерони (0,57721. . .).

### Характеристики
Недавно было показано, что приведённый выше интеграл в выражении {\displaystyle V(r)} можно вычислить в замкнутой форме с помощью модифицированных функций Бесселя второго рода {\displaystyle K_{0}(z)} и его последующие интегралы.

## Влияние на атомные спектры

Диаграмма Фейнмана для поляризации вакуума. Представление виртуальной пары частица-античастица (петля со стрелками) в виде поправки на собственную энергию фотона (волнистая линия).

Поскольку потенциал Юлинга даёт значительный вклад только на малых расстояниях вблизи ядра, он в основном влияет на энергию s-орбиталей. Квантово-механическая теория возмущений может быть использована для расчёта этого влияния в атомном спектре атомов. Поправки квантовой электродинамики для вырожденных уровней энергии {\displaystyle 2\mathrm {S} _{1/2}} атома водорода определяются выражением
{\displaystyle \Delta E(2\mathrm {S} _{1/2})\approx -1{.}122\times 10^{-7}\,{\text{эВ}}}
до ведущего порядка параметра {\displaystyle m_{\text{e}}c^{2}}.
Поскольку волновая функция s-орбиталей не обращается в нуль в начале координат, то поправки, обеспечиваемые потенциалом Юлинга, имеют порядок {\textstyle \alpha ^{5}} (где {\textstyle \alpha } — постоянная тонкой структуры), и она становится менее важной для орбиталей с более высоким азимутальным квантовым числом. Это энергетическое расщепление в спектрах примерно в десять раз меньше, чем поправки на тонкую структуру, вычисляемую из уравнения Дирака для атома водорода, и это расщепление известно как лэмбовский сдвиг (который включает потенциал Юлинга и дополнительные более высокие поправки из квантовой электродинамики).
Эффект Юлинга также играет центральную роль в мюонном водороде, поскольку большая часть сдвига энергии возникает из-за поляризации вакуума. В отличие от других переменных, таких как расщепление тонкой структуры, которые масштабируются вместе с массой мюона, то есть с коэффициентом {\textstyle m_{\mu }/m_{\mathrm {e} }\approx 200}, масса лёгкого электрона продолжает оставаться решающим характеристическим размером для потенциала Юлинга. Энергетические поправки составляют по порядку величины {\textstyle (m_{\mu }^{3}/m_{\mathrm {e} }^{2})c^{2}\alpha ^{5}}.